# POP!
POP!은 데뷔 EP 음반 IM NAYEON을 위해 대한민국 걸그룹 트와이스의 나연이 녹음한 노래이다. 2022년 6월 24일 EP의 리드싱글곡으로 발매되었다.

## 배경 및 출시
2022년 5월 18일, 리퍼블릭 레코드는 나연이 2022년 6월 24일에 데뷔 솔로 EP 음반을 발매할 것이라 발표하였다. 5월 31일에 JYP 엔터테인먼트는 이 EP의 곡 목록을 출시했으며 여기에 타이틀곡 POP!이 포함되었다. 노래의 짧은 부분을 공개하기도 했다. 6월 21일, 뮤직 비디오 티저가 JYP 엔터테인먼트의 유튜브 채널을 통해 공식 공개되었다. 6월 24일에 이 노래는 모든 디지털 플랫폼을 통해 최종 발매되었다.

## 인증
| 국가                        | 인증 | 판매량/출하량 |
| --------------------------- | ---- | ------------- |
| 일본 (RIAJ)                 | 골드 | 50,000,000    |
| 스트리밍을 기반으로 한 인증 |      |               |